# Эпизод, где Рэйчел понимает
«Эпизод, где Рэйчел понимает» (англ. The One Where Rachel Finds Out) — двадцать четвертый и последний эпизод 1 сезона сериала «Друзья», транслируемого на канале NBC. Впервые показан 5 мая 1995 года.
Друзья празднуют день рождения Рэйчел и та случайно узнает, что Росс к ней не равнодушен. Ситуация осложняется тем, что на этот момент Росс уехал в Китай. Джоуи участвует в медицинском исследовании, которое заставляет его изменить привычный взгляд на сексуальные отношения с женщинами.
Серия занимает 70-е место среди всех 236-ти серий сериала.

## Сюжет
Друзья сидят в Центральной кофейне, Росс показывает фотографии своего новорожденного сына — Бена. Одновременно с этим Россу приходится справляться с тайными чувствами к Рэйчел. Джоуи в очередной раз просит Чендлера оплатить заказ, Чендлер соглашается но саркастически говорит: «Хорошо, хорошо...Включая вафли на прошлой неделе, ты должен мне 17 миллиардов долларов!». Джоуи обещает все вернуть, так как сейчас участвует в исследовании фертильности, за которое ему должны заплатить 700 долларов.
В квартире Моники ребята готовятся ко дню рождения Рэйчел: Моника и Фиби накрывают на стол, а Джоуи и Чендлер готовят барбекю на балконе. Джоуи рассказывает о своей новой подруге — Мэлани, и о том как у них складываются отношения, с учетом того, что он не может иметь половой контакт, пока участвует в исследовании. Приходит Росс и сообщает, что его командируют на неделю в Китай чтобы приобрести кость для музея. В поездке нет возможности поддерживать связь, поэтому он дает маршрут и свою фотографию для Бена. Росс хочет поздравить Рэйчел до отъезда, но она в кафе с «каким-то Карлом». Джоуи и Чендлер предлагают другу забыть Рэйчел. Расстроенный, он передает свой подарок и уезжает.
На праздник приходит новая подруга Джоуи — Мэлани, она рассказывает про свой бизнес, фруктовые корзинки. Чуть позже Моника дает совет Джоуи: если Мэлани требует близости, он может доставить ей удовольствие, при этом не нарушать правила исследования.
Рэйчел зовет всех раскрывать подарки. Первый подарок, очевидно, от Мэлани — корзина с фруктами. Чендлер дарит дорожный эрудит, что не впечатляет Рэйчел — она отдает его обратно Чендлеру, Джоуи — книгу доктора Сьюза «О,места, куда Вы пойдете!». Рэйчел находит подарок Росса, это старинная брошь, похожая на ту, которая была у её бабушки. Она очень удивлена таким подарком, и тут Чендлер говорит: «Помните в колледже, когда он влюбился в Кэрол и купил для неё ту нелепую дорогую хрустальную утку?» (англ. "Remember back in college, when he fell in love with Carol and bought her that ridiculously expensive crystal duck?"). Все понимают, что Чендлер сказал лишнего, Рэйчел шокирована. Моника вспоминает, что самолет Росса взлетит только через 40 минут и Рэйчел успевает в аэропорт. Рэйчел прибывает в аэропорт и пытается пройти через пропускной пункт, но её не пускают. Она просит передать сообщение мужчине в голубом пиджаке. Сотрудница подбегает к пожилой паре (мужчина так же одет в пиджак), идущей впереди Росса и передает сообщение Рэйчел: «Она говорит, что ей понравился подарок и, что она хочет увидеть его после возвращения» (англ. "It's from Rachel. She said that she loved the present, and she will see you when you get back"). Росс не слышит слов, так как слушает курс китайского в наушниках.
Джоуи и Мэлани в постели. Джоуи воспользовался советом Моники. Мэлани очень рада, что Джоуи не похож на других мужчин, которые думают только о своём удовлетворении.
В квартире Моники девушки обсуждают возможные отношения Росса и Рэйчел: Моника рада, что они станут с Рэйчел «кровными подругами», а Фиби утверждает, что будет тяжело, ведь Рэйчел уже знает все недостатки Росса: «это то же самое что начать с 50-го свидания».
Джоуи делится с Чендлером полученным опытом: принося удовольствие Мэлани, он как-будто вышел на новый уровень. В благодарность Мэлани задаривает его корзинами с фруктами. Однако, после окончания исследований, Джоуи больше не собирается практиковать подобные отношения и возвращается к «типично мужскому поведению».
Проходит неделя, Рэйчел ужинает с Карлом у себя в квартире. Во время разговора, она думает о Россе и понимает, что он ей тоже нравится. Рэйчел оставляет Карла и бежит в аэропорт встречать Росса. Однако он выходит из самолета с новой девушкой — Джули.

## В ролях

### Основной состав
- Дженнифер Энистон — Рэйчел Грин
- Кортни Кокс — Моника Геллер
- Лиза Кудроу — Фиби Буффе
- Мэтт Леблан — Джоуи Триббиани
- Мэттью Перри  — Чендлер Бинг
- Дэвид Швиммер — Росс Геллер

### Эпизодические роли
- Лорен Том — Джули
- Коринн Борер — Мэлани
- Томми Блэйз — Карл
- Керри Кларк — сотрудница аэропорта

## Культурные отсылки
- В квартире парней висит постер из «Пускай смеются» (1928) с Лорел и Харди, а в спальне Джоуи — из фильма «Лицо со шрамом» (1983).
- На балконе Чендлер перебирает имена из «Элвин и бурундуки» (1983), когда Росс спрашивает его о Карле: «посмотрим, Элвин, Саймон, Теодор..нет».
- Чендлер говорит Рэйчел, что не смотрел «Спасатели Малибу» с тех пор как убрали Ясмин Блит.
- В сцене, где Рэйчел встречает Росса из аэропорта на фоне играет песня «Take A Bow» Мадонны. [3]

## Приём
- В оригинальном эфире этот эпизод посмотрели 31,3 миллиона зрителей[4], что делает его самым просматриваемым эпизодом первого сезона.
- Сэм Ашерст из Digital Spy поставил эпизод на 70-е место в рейтинге 236 эпизодов «Друзей» и назвал его популярным эпизодом с сильный сюжетным крючком[1]. А Telegraph & Argus поставили это эпизод на 10-е место в рейтинге из всех эпизодов сериала[5].